# 56 Orionis
Désignations
56 Orionis (en abrégé 56 Ori) est une étoile géante de la constellation d'Orion. Elle est visible à l'œil nu avec une magnitude apparente de 4,76. D'après la mesure de sa parallaxe annuelle par le satellite Gaia, l'étoile est située à environ ∼ 1 280 a.l. (∼ 392 pc) de la Terre. Elle s'en éloigne à une vitesse radiale héliocentrique de +11 km/s. Elle présente une vitesse particulière de 19,0+2,9
 −3,1 km/s par rapport à ses voisines, ce qui pourrait en faire une étoile en fuite.
56 Orionis est une étoile géante lumineuse rouge de type spectral K2-IIb[Quoi ?]. C'est une variable suspectée de type inconnu, dont la magnitude apparente pourrait varier entre 4,73 et 4,78. On estime que l'étoile est âgée d'environ 61 millions d'années et qu'elle est 6,4 fois plus massive que le Soleil. Elle tourne sur elle-même à une vitesse de rotation projetée de 3,5 km/s. Le rayon de l'étoile est environ 92 fois plus grand que le rayon solaire, elle est approximativement 2 550 fois plus lumineuse que le Soleil et sa température de surface est de 4 270 K.
56 Orionis possède un compagnon visuel répertorié dans les catalogues d'étoiles doubles multiples[Quoi ?]. Désignée composante B, il s'agit d'une étoile de magnitude 13,5 qui était située à une séparation angulaire de 42,8 secondes d'arc et à un angle de position de 212° de 56 Orionis en 2015. Il s'agit d'un compagnon purement optique, dont la proximité apparente avec l'étoile n'est qu'une coïncidence.